# Rap freestyle
Pour les articles homonymes, voir Freestyle.

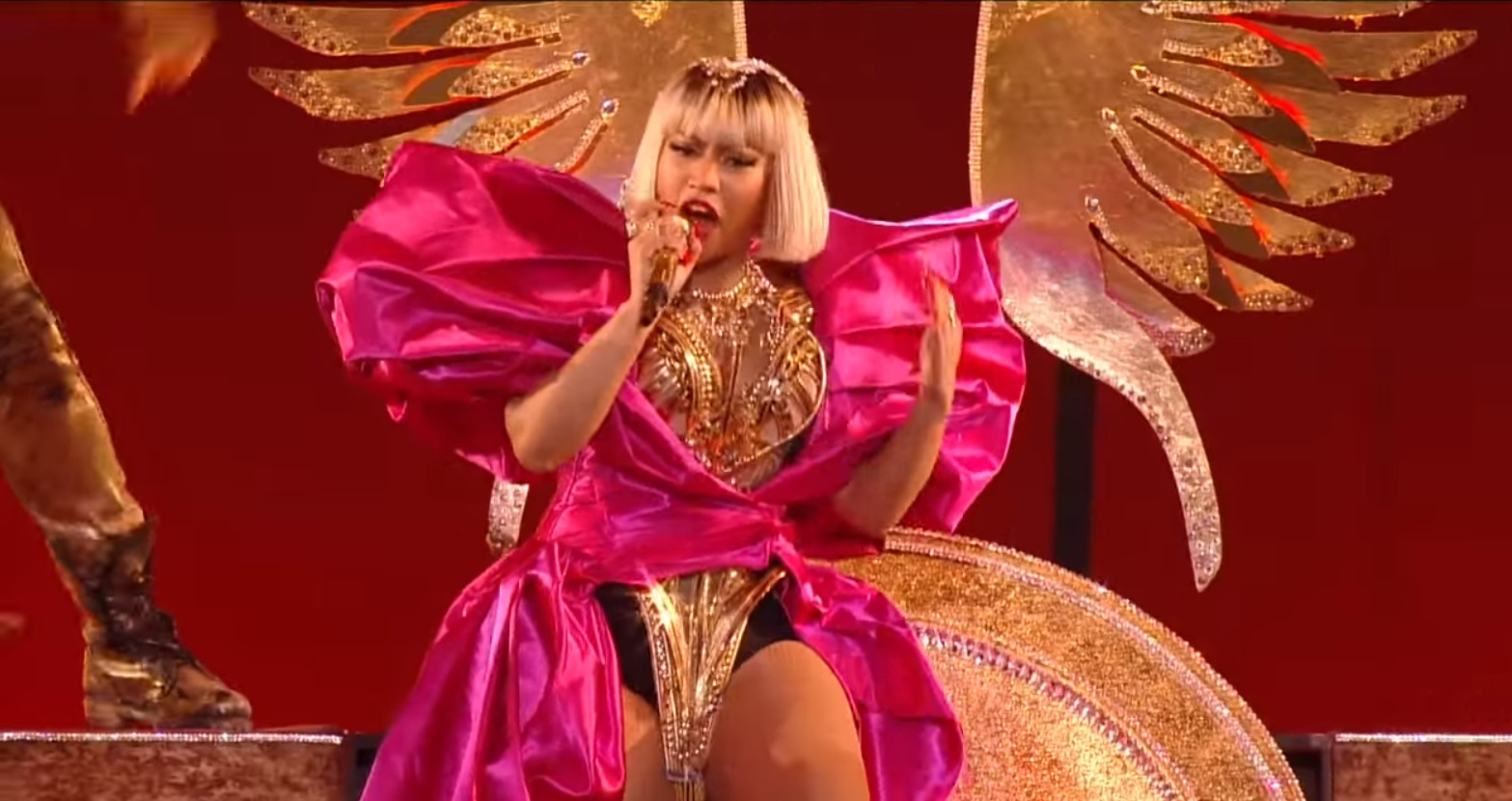
Nicki Minaj

Le freestyle est un genre de hip-hop dans lequel un artiste improvise un couplet non écrit de tête, avec ou sans rythmes instrumentaux, dans lequel les paroles sont récitées sans sujet ni structure particuliers,,,,. Il est similaire à d'autres musiques d'improvisation, telles que le jazz, où un instrumentiste principal agit en tant qu'improvisateur avec un backing band qui fournit un rythme. À l'origine, le freestyle était simplement un vers libre de style, des rimes écrites qui ne suivaient pas un sujet spécifique ou une cadence prédéterminée. Le style avec d'improvisation devient populaire à partir du début des années 1990. Il est aujourd'hui principalement associé au hip-hop.

## Définition originale
Dans le livre How to Rap, Big Daddy Kane et Myka 9 notent qu'à l'origine, un freestyle était un rap sans sujet particulier - Big Daddy Kane déclare : « dans les années 1980, quand on disait qu'on écrivait un rap freestyle, cela signifiait que c'était une rime que l'on écrivait sans style... c'est en fait une rime où l'on se vante de soi ». Myka 9 ajoute : « à l'époque, le freestyle consistait à faire une rime sur n'importe quel sujet, et c'était une rime écrite ou quelque chose de mémorisé ». Divine Styler déclare : « là d'où je viens, le freestyle était une rime écrite non conceptuelle. Kool Moe Dee fait également référence à cette ancienne définition dans son livre There's a God on the Mic », : Il y a deux types de freestyle. Il y a le freestyle à l'ancienne, qui consiste essentiellement en des rimes que vous avez écrites et qui n'ont peut-être rien à voir avec un quelconque sujet ou qui partent dans tous les sens. Ensuite, il y a le freestyle où l'on se contente de dire ce que l'on a sur le cœur.
Dans le hip-hop old-school, Kool Moe Dee affirmait que le rap improvisé était plutôt appelé « sortir de la tête », et Big Daddy Kane déclarait : « on appelait ça off the dome - quand tu n'écris pas et que tu dis tout ce qui te vient à l'esprit ».
Se référant à cette définition antérieure (une rime écrite sur un sujet non spécifique), Big Daddy Kane déclare : « c'est vraiment ce qu'est un freestyle » et Kool Moe Dee le qualifie de « vrai » freestyle et de « vrai freestyle oldschool ». Kool Moe Dee suggère que le morceau Men at Work de Kool G Rap est un « excellent exemple » de vrai freestyle, de même que Lyrics of Fury de Rakim.

## Définition plus récente
Depuis le début des années 1990, avec la popularisation du rap improvisé par des groupes et des artistes tels que Freestyle Fellowship et les concours fresh fest, le terme freestyle est largement utilisé pour désigner les paroles de rap improvisées sur le vif,,,. Ce type de freestyle est au centre du documentaire de Kevin Fitzgerald, Freestyle : The Art of Rhyme de Kevin Fitzgerald, où le terme est utilisé par de nombreux artistes pour désigner le rap improvisé.
Kool Moe Dee suggère que le changement dans la façon dont le terme est utilisé s'est produit entre le milieu et la fin des années 1980, déclarant que « jusqu'en 1986, tous les freestyles étaient écrits » et « avant les années 1990, il s'agissait de savoir à quel point vous pouviez trouver une rime écrite sans sujet particulier et sans autre but que de montrer vos prouesses lyriques ».